# Окамото Нобухіко
Нобухіко Окамото (яп. 岡本信彦) — японський сейю і співак з Токіо, Японії, пов'язаний з агентством Pro-Fit. Він виграв премію Найкращий новий актор на третьому Seiyu Awards і Найкраща чоловіча роль на П'ятому Seiyu Awards.

## Біографія

### Кар'єра
В інтерв'ю, відбулося в Anime Expo, відповідаючи, що надихнуло його стати сейю, Набухіко згадав, що він завжди був великим шанувальником Slam Dunk і думав, що характер Rukawa був дійсно класний, тому він хотів бути схожим на нього.
На третьому Seiyu Awards, що відбулося 7 березня 2009 року, він виграв нагороду як найкращий новачок актор за його озвучення Accelerator в Toaru Majutsu no Index, Шін Кандзато в PERSONA -trinity soul- і Рюдзі Кухоін в Kure-nai, коли він закінчив Університет.
У п'ятому Seiyu Awards, що відбулося 5 березня 2011 він отримав приз за найкращу чоловічу роль в ролі підтримки для його ролі Такумі Усуй в Kaichō wa Maid-sama!, Ейдзі Ніізума в Bakuman, Accelerator в Toaru Majutsu no Index.

### Особисте
Його проводять найкраще виконання кричання у тесті мікрофону.
У вільний час він грає Відеоігри.
Він є фахівцем у грі сьогі, має сертифікацію Сегі в 3-го класу. Він також з'явився на заході сеги з niconico.
Найсмішніше, що трапилося з ним у тому, що одного разу, під час запису для гри Сьомий Дракон, він крикнув текст, і в той же час лампочка раптом згаснула.
Серед багатьох акторів, що він зустрічав, він захоплюється багато ким, але пан Такехіто Коясу є тим, кого він дійсно поважає.

## Музична кар'єра
Нобухіко втілив над багато ролей, у тому числі причетний до character CD і співає пісні (саундтреки) для аніме, що на його 25-й день народження, він оголосив про свій співочий дебют на 2012 рік на 18 квітня 2012 він дебютував з синглом «Atchi de Kotchi de» (あっちでこっちで, «Тут і Там»), співали разом з Румі Окубо, Хітомі Nabatame, Каорі Фукухара і Сінтаро Асанума, який використовувався як вступна тема у 2012 ТВ аніме Acchi Kocchi. 23 травня, він випустив свій перший EP  Палітра, який придбав # 9 на тижневому Oricon графіці. 28 листопада 2012 він випустив свій другий сингл «ретроспективний світ», який буде використовуватися як відкриття тему до 2012 аніме Aoi Sekai немає Chushin де, співав у дуеті з Хіро Симоно. 5 червня 2013, він випустив свій другий  EP  Enjoy ☆ Full. 19 березня 2014, він випустив свій перший сингл 瞬間BEAT.

## Озвучення аніме

### 2014
- Haikyuu!! — Ю Нісіноя
- Mahou Sensou — ГЕКК Нанасе
- Hamatora The Animation — Тео

### 2013
- Double Circle — Асагом
- Machine-Doll wa Kizutsukanai — Локі
- SekaTsuyo — Президент
- Hakkenden: Touhou Hakken Ibun 2 — Мурасаме
- Brothers Conflict — Хікару
- Sakasama no Patema — Ейдж
- To Aru Kagaku no Railgun [ТВ-2] — Акселератор
- Arata Kangatari — Арата Хінохара
- Devil Survivor 2 The Animation — Дайті Сідзіма
- Photo Kano — Такасі Адзума
- Hakkenden: Touhou Hakken Ibun — Мурасаме

### 2012
- Hanayaka Nari, Waga Ichizoku: Kinetograph — Масаші Міяноморі
- Aoi Sekai no Chuushin de — Гір
- Code: Breaker — Рей Огамі
- Bakuman [ТВ-3] — Ейдзі Ніідзума
- Приємно познайомитись, Бог [ТВ] — Мідзукі
- Hagure Yuusha no Aesthetica — Акацукі Осава
- Sakamichi no Apollon — Сейдзі Мацуока
- Бейблейд [ТВ-7] — Зеро Курогане
- Acchi Kocchi — Іо Отонасі
- Будні старшокласників — Міцуо

### 2011
- Вигнанець [ТВ-2] — Джохан
- Найкраще в світі перше кохання [ТВ-2] — Сета Киса
- Bakuman [ТВ-2] — Ейдзі Ніідзума
- Божественні ляльки — Кехей Куга
- Священна Сімка — Найт
- Blue Exorcist [ТВ] — Рін Окумура
- Найкраще в світі перше кохання [ТВ-1] — Сета Киса
- Pretty Rhythm: Aurora Dream — Ватару
- Tiger & Bunny [ТВ] — Іван Карелін / Орігамі Циклон
- Благословенна Кампанелла OVA — Лестер Мейкрафт
- Найкраще в світі перше кохання OVA — Сета Киса
- Замороження [ТВ-1] — Артур
- Меррі, пожирательница снів — Юмедзі Фудзівара

### 2010
- Дівчата в окулярах — Дзюн'іті Камія (еп. 1)
- Ейр Гір OVA — Іцукі Мінамі
- To Aru Majutsu no Index [ТВ-2] — Акселератор
- Дівчина-демон Дзакуро — Мамедзо
- Чудовий Кондитер [ТВ-2] — Макото Касіно
- Bakuman [ТВ-1] — Ейдзі Ніідзума
- Shiki — Тору Муто
- Shukufuku no Campanella [ТВ] — Лестер Мейкрафт
- Densetsu no Yūsha no Densetsu — Лір Рінкал
- Uragiri wa Boku no Namae o Shitteiru — Кацумі Тома
- Mayoi Neko Overrun! — Такумі Цудзукі
- Kaichou wa Maid-sama! — Такумі Усуї
- Ōkami Kakushi — Іссей Цумухана

### 2009
- Akikan! OVA — Горо Амадзі
- Чудовий Кондитер [ТВ-1] — Макото Касіно
- Seiken no Blacksmith — Люк Ейнсуорт
- Battle Spirits: Shounen Gekiha Dan — Хідето Судзурі
- Компанія «Перше кохання» — Харута Терао
- Хромований Регіос — Лейфон Алсейф
- Asu no Yoichi! — ЕІТІ Карасума
- Akikan! — Горо Амадзі

### 2008
- To Aru Majutsu no Index [ТВ-1] — Акселератор
- Toradora! — Кота Томіе
- Sekirei [ТВ-1] — Харука Сігі
- Владика Прихованого світу — Гау Мегуро
- Куренай [ТВ] — Рюдзи Кухоін
- Persona: Trinity Soul — Сін Кандзато

### 2007
- Чара-охоронці! (сезон перший) — Мусаси
- Potemayo — Ясумі Нацу
- Небо — Еріт Моримо
- Досягти Терри [ТВ] — Серж

### 2006
- Полювання на привидів — Джон Браун

### CD-дорами
- Barajou No Kiss — Ninufa
- Heaven's Memo Pad — Hitoshi Mukai
- Kissxsis
- Nabari no Ou — Gau Meguro
- Rikei Danshi — Hazeru Mizunomoto (see below)
- Weekly Lying (Shukan Soine CD Series Vol.8 Ryo) — Ryo
- Yumeiro Patissiere — Makoto Kashino
- Tonari no Kaibutsu-kun — Sasahara Souhei
- Photograph Journey — Takara Yuzurihara
- Honeymoon Vol. 14 — Ayumu Kaido
- E: Robotts Model.917 — Shinonome
- Brothers Conflict Series 2 Vol. 4 — Hikaru Asahina
- The Best Place Vol. 2 — Ryo Tachibana

### Відеоігри
- Chaos Rings (Ayuta)
- Corpse Party: Book of Shadows (Tsukasa Mikuni)
- Devil Survivor 2 Break Record — Daichi Shijima
- Dragon Nest (Karahan)
- Tokyo Babel (Uliel)
- Death Connection (Leonardo)
- Lollipop Chainsaw (Swan)
- Mobile Suit Gundam: Extreme Vs. Full Boost (Leos Alloy)
- Granado Espada (Racel)
- Sengoku Basara 4 (Shibata Katsuie)
- SD Gundam G Generation Overworld (Fon Spaak)
- Brothers Conflict: Passion Pink (Hikaru Asahina)
- 2/2 Lover: Angels and Demons (Hinata, Setsuna)
- Koibana Days (Araragi Tsukasa)
- Minus Eight (Maya Kazahara)
- Be My Princess (Prince Wilfred Spencer)
- Storm Lovers 2 (Nanao Shiina)
- Meiji Tokyo Renka (Izumi Kyoka)
- Jyuzaengi Engetsu Sangokuden (Chou Hi)
- Seishun Hajimemashita (Rikuno Kanade)
- Re-Vice[D] (Yukine)
- Sleepy-time Boyfriend (Ryo)
- Heart no Kuni no Alice Wonderful Twin World (Humpty & Dumpty)
- Hanasaku Manimani (Fujishige Takara)
- La storia della Arcana Famiglia (Ash)
- Toki no Kizuna Hanayui Tsuzuri (Hatsushimo Senkimaru)
- Hanayaka Nari, Waga Ichizoku Tasogare Polar Star (Masashi Miyanomori)
- School Wars ~Sotsugyou Sensen~ (Naezono Ouji)
- 12 Ji No Kane to Cinderella ~Halloween Wedding~ (Roy Difentarl)
- Black Wolves Saga (Pearl)

### Дубляж
- Аарон Стоун (Jason Landers)
- Den Brother (Kalvin «Goose» Gustavo)
- Harry Potter and the Half-Blood Prince (Marcus Belby)
- Power Rangers Mystic Force (Charlie «Chip» Thorn)

## Дискографія

### Міні-альбоми
| Рік  | EP details                                                       | Catalog No.                                                | Peak Oricon chart positions                                          | Billboard JAPAN Top Albums | Nielsen SoundScan | Сертифікації               |
| ---- | ---------------------------------------------------------------- | ---------------------------------------------------------- | -------------------------------------------------------------------- | -------------------------- | ----------------- | -------------------------- |
| 2012 | Palette - Released: May 23, 2012 - Label: Lantis - Format: CD    | LACA-35203 (Limited Edition), LACA-15203 (Regular Edition) | - daily chart: 6 (23 / 5 / 12) - weekly chart: 9 (21 — 27 / 5 / 12)  | 8                          | 13                | Over 6,000,000 copies sold |
| 2013 | Enjoy Full - Released: June 5, 2013 - Label: Lantis - Format: CD | LACA-35297 (Limited Edition), LACA-15297 (Regular Edition) | daily chart: 11 (5 — 6 / 6 / 13) - weekly chart: 17 (3 — 9 / 6 / 13) | -                          | -                 | -                          |

### Singles
| Рік  | EP details                                                           | Catalog No.                                               | Peak Oricon chart positions |
| ---- | -------------------------------------------------------------------- | --------------------------------------------------------- | --------------------------- |
| 2014 | Shunkan BEAT - Released: March 19, 2014 - Label: Lantis - Format: CD | LACM-34191 (Limited Edition), LACM-1419 (Regular Edition) | 16 (weekly chart)           |

- Ao no Exorcist (as Rin Okumura)
  - (2011.08.24) Ao no Exorcist OP2 — IN MY WORLD
    - IN MY WORLD -青の炎 EDITION- WITH RIN OKUMURA & YUKIO OKUMURA (with ROOKiEZ is PUNK'D and Jun Fukuyama)

  - (2011.08.31) Ao no Exorcist ED2 — Wired Life
    - Wired Life (No Escape Remix) feat. Okumura Rin
- (2012.04.18) Acchi de Kocchi de (あっちでこっちで) (Acchi Kocchi Opening single)
  1. あっちでこっちで (Acchi de Kocchi de) (as Acchi⇔Kocchi with Rumi Ōkubo, Hitomi Nabatame, Kaori Fukuhara & Shintarō Asanuma)
  2. あっちこっちまいにち! (Acchi Kocchi Mainichi!) (duet with Rumi Ōkubo)
  3. あっちでこっちで (Instrumental)
  4. あっちこっちまいにち! (Instrumental)
- (2012.11.28) retrospective world (Aoi Sekai no Chūshin de Opening single)
  1. retrospective world (duet with Hiro Shimono)
  2. retrospective world (Gear solo version (ギア Solo バージョン))
  3. retrospective world (Tezhilov solo version (テジロフ Solo バージョン))
  4. retrospective world (Anime OP version (アニメOP バージョン))
  5. retrospective world (off vocal version)
- (2013.07.31) 14 to 1 (Brothers Conflict Ending single) (as Hikaru Asahina)
  - 14 to 1 (as ASAHINA Bros.+JULI with KENN, Daisuke Namikawa, Hiroshi Kamiya, Junichi Suwabe, Ken Takeuchi, Kazuyuki Okitsu, Tomoaki Maeno, Daisuke Ono, Kenichi Suzumura, Daisuke Hirakawa, Yūki Kaji, Yoshimasa Hosoya)

### Аніме Пісні
- Chrome Shelled Regios (as Layfon Alseif)
  - (2009.08.07) Koukaku no Regios Character Songs -The First Session-
    - 愛のツェルニ (Ai no Zuellni) Feat. Layfon Alseif & Leerin Marfes (with Mikako Takahashi)

  - (2009.08.28) Koukaku no Regios Character Songs -The Second Session-
    - 愛のツェルニ (Ai no Zuellni) Feat. Layfon Alseif
- Maid Sama! (as Takumi Usui)
  - (2010.07.22) Kaichou wa Maid-sama! Character Concept CD4 — Another Side
    - Promise
- Yumekui Merry (as Yumeji Fujiwara)
  - (2011.02.25) Yumekui Merry Character Song — Fujiwara Yumeji
    - 終わらない夜を (Owaranai Yoru wo)
    - 何色インユアドリーム (Nani iro In Your Dream)
- Sekaiichi Hatsukoi (as Kisa Shouta)
  - (2011.07.06) Sekai-ichi Hatsukoi Character Song Vol.3 Shoudou Alarm — Shouta Kisa
    - 衝動アラーム (Shoudou Alarm)
    - 君に出逢えた奇跡 (Kimi Ni Deaeta Kiseki)
- Pretty Rhythm: Aurora Dream (as Wataru)
  - (2011.07.20) Pretty Rhythm Aurora Dream Livetic Character Song act.4 1/1000 no Bigaku (as Callings with Takashi Kondō and KENN)
    - 1/1000永遠の美学 (1/1000 Eien no Bigaku)
    - 1/1000永遠の美学 <instrumental>

  - (2012.03.16) Pretty Rhythm Aurora Dream Prism Music Collection DX (as Callings)
    - 1/1000 永遠の美学 (1/1000 Eien no Bigaku)
    - 愛しのティンカーベル (Itoshi no Tinker Bell)
- Toaru Majutsu no Index and Toaru Majutsu no Index II' (as Accelerator)
  - (2011.08.24) To Aru Majutsu no Index II ARCHIVES 4
    - 99.9 % Noisy
- Sacred Seven (as Night Terushima)
  - (2011.12.07) Sacred Seven Drama Character Album IV Fragment of S7 Kijima Night x Lau Feizooi
    - Knight of Light
- TIGER & BUNNY (as Ivan Karelin/Origami Cyclone)
  - (2012.02.08) TIGER & BUNNY Character Song Album BEST OF HERO
    - 見切れ桜 (Mikire Zakura)

  - (2013.05.15) Tiger & Bunny -Single Relay Project «Circuit Of Hero» Vol.3
    - 青春Honesty (Seishun Honesty) (with Go Inoue)

  - (2013.06.12) Tiger & Bunny -Single Relay Project «Circuit Of Hero» Vol.4
    - 見切れヒーローイズム (Mikire Heroism)
    - チャチャチャdeワッショイ (Chachacha de wasshoi) (with Mariya Ise)
- Acchi Kocchi (as Io Otonashi)
  - (2012.05.16) Acchi Kocchi Character Song Mini-Album
    - キラメキサイクル (Kirameki cycle)
- Sakamichi no Apollon (as Seiji Matsuoka)
  - (2012.07.25) Kids on the Slope Original Soundtrack Plus more & rare
    - Hey Boy featuring Nobuhiko Okamoto as Seiji Matsuoka sings (ヘイボーイ <featuring 岡本信彦 as Seiji Matsuoka sings>)
    - Bang Bang Bang featuring Nobuhiko Okamoto as Seiji Matsuoka sings (バンバンバン <featuring 岡本信彦 as Seiji Matsuoka sings>)
- Code: Breaker (as Rei Ōgami)
  - (2012.11.28) Code: Breaker Character Song Vol.1
    - Restoration to 0
- Ao no Exorcist (as Rin Okumura)
  - (2012.12.19) Blue Exorcist Character Song[16]
    - Trailblazer
- Hakkenden: Eight Dogs of the East (as Murasame)
  - (2013.03.22) Hakkenden -Touhou Hakken Ibun- Image Song CD Vol.1
    - 無敵のBuddy Muteki no Buddy
- Kamisama Hajimemashita (as Mizuki)
  - (2013.04.17) Kamisama Hajimemashita Bonus CD 5
    - ひとりあやとり (Hitori Ayatori)
- Bakuman (as Niizuma Eiji)
  - (2013.07.24) Bakuman. Character Song
- Brother Conflict (as Hikaru Asahina)
  - Gossip (duet with Daisuke Hirakawa)
  - 2 to 1 (duet with Daisuke Hirakawa)
  - Breakout (with Kazuyuki Okitsu, Daisuke Hirakawa, Junichi Suwabe, Kenichi Suzumura, Kosuke Toriumi, and Tomoaki Maeno)

### Ігри (PSP) пісні
- Death Connection
  - (2010.06.16) Death Connection Character Song Album
    - promise (as Leonardo)
- 『恋は校則に縛られない！』(as Satoshi/Kyo)[17]
  - (2012.11.17)『恋は校則に縛られない！』オープニングテーマ「Brand New World」
    - 1.「Brand New World」with Yūki Kaji, Terashima Takuma, Miyu Irino, and Kōsuke Toriumi
    - 2.「Brand New World — Instrumental -」　
    - 3.「Brand New World — Game Size -」
    - 4.「Brand New World — Instrumental / Game Size -」

  - (2012.11.17) キャラクターソングコレクション Vol.03　羽々崎 暁／キョウ（岡本信彦）
    - 1.「Heads or Tails」
    - 2.「Brand New World -Satoshi ver.-」
    - 3.「Heads or Tails -only Satoshi ver.-」
    - 4.「Heads or Tails -only Kyo ver.-」
    - 5.「Heads or Tails — off vocal ver. -」
    - 6.「Brand New World — off vocal / Satoshi ver.-」
- Koi Hana Days
  - (2013.06.26) Koi Hana Days OP&ED — Koi Tsubomi / Ai no Hanataba
    - 愛の花束 (Ai no Hanataba) (as Tsukasa Ranki)
- Harukanaru Toki no Naka de 5
  - (2013.05.29) Harukanaru Toki no Naka de 5 〜Akatsuki no Koi uta〜 2 Vocal Song CD
    - 朝に夕べに (Ashita ni Yuube ni) (as Okita Souji)
    - 誠一路 (Makoto Ichiro) with Tetsu Inada and Takanori Hoshino

### Дорами CD пісні
- Rikei Danshi. Benkyo ni Naru!? (as Hazeru Mizunomoto)
  - (2009.06.24) Rikei Danshi. Benkyo ni Naru!? Character Song Vol.1 — Hazeru Mizunomoto

  1. 並べ!元素記号 (勉強科目:化学) (Narabe! Ganso Kigou)
  2. 原子分子マイン～ぼくらの理科室～ (『理系男子。』主題歌 【水ノ素 爆】 ソロバージョン) (Genshi bunshi Main ~Boku wa no Rika Shitsu~)
  3. モノローグドラマ 水ノ素 爆 編 (Monologue Drama Mizu no Moto Bao-Hen)

  - (2010.10.27) Rikei Danshi. Benkyo ni Naru!? Character song Second stage Vol. 1 — Hazeru Mizunomoto & Genki Haihara

  1. 結晶バンザイ! (勉強科目: 化学) (Kessho banzai! (Benkyou Kamoku: kagaku))
  2. 情熱ヾ(*・∀・)ノスペクトル (勉強科目: 物理) (Jounetsu (A) no Spectrum (Benkyou Kamoku — Butsuri))
  3. 葉緑体 ~僕と君と緑と光~ (勉強科目: 生物) (Youryokutai ~Boku to Kimi to Midori to Hikari~ (Benkyou Kamoku: Seibutsu)) (by Daisuke Ono)
  4. 進化☆ミラクル (勉強科目: 地学) (Shinka Miracle (Benkyou Kamoku: Chigaku)) (by Daisuke Ono)
  5. fellowそぞろfollow (fellow Sozoro follow) (with Daisuke Ono)
  6. ミニドラマ「ひまわり畑で」 (Mini Drama 'Himawari Hatake de) (with Daisuke Ono)

### Пісні Cover
- Disney
  - Disney Love Stories (Disney — Koe no Oujisama Vol.2)
    - Hakuna Matata (duet with Hiro Shimono)
    - Good Company